# Kabinett Ulrich II
Das Kabinett Ulrich II bildete die Landesregierung des Volksstaates Hessen von 1919 bis 1927. Carl Ulrich wurde in dieser Zeit zum Ministerpräsidenten gewählt und mehrfach bestätigt.

## Mitglieder
| Amt                                                 | Name                                               | Bild | Partei | Partei  |
| --------------------------------------------------- | -------------------------------------------------- | ---- | ------ | ------- |
| Ministerpräsident ab 16. März 1920: Staatspräsident | Carl Ulrich                                        |      |        | SPD     |
| Finanzen                                            | Konrad Henrich                                     |      |        | DDP     |
| Inneres                                             | Heinrich Fulda                                     |      |        | SPD     |
| Inneres                                             | Carl Ulrich 17. Dezember 1921                      |      |        | SPD     |
| Inneres                                             | Otto von Brentano di Tremezzo ab 20. Dezember 1921 |      |        | Zentrum |
| Justiz                                              | Otto von Brentano di Tremezzo                      |      |        | Zentrum |
| Arbeit und Wirtschaft                               | Georg Raab                                         |      |        | SPD     |
| Bildungswesen                                       | Reinhard Strecker ab März 1919                     |      |        | SPD     |
| Bildungswesen                                       | Kaspar Otto Urstadt ab 1. Oktober 1921             |      |        | DDP     |
| Bildungswesen                                       | Carl Ulrich ab 1. April 1922                       |      |        | SPD     |